# Ejército Popular Boricua
El Ejército Popular Boricua, también conocido como Los Macheteros ("The Machete Wielders" en inglés), es una organización militante e insurgente clandestina con base en Puerto Rico, con células en Estados Unidos y otras naciones. Hace campaña y apoya la independencia de Puerto Rico de los Estados Unidos. Durante su primera década de existencia, tuvieron un promedio de dos acciones por año. El grupo se atribuyó la responsabilidad del bombardeo de 1978 a una pequeña central eléctrica en el área de San Juan, los ataques de represalia de 1979 contra el personal de las fuerzas armadas de los Estados Unidos, el ataque a la Base de la Guardia Nacional Aérea de Muñiz de 1981 y el robo a un banco Wells Fargo de 1983. El Ejército Popular Boricua estuvo dirigido principalmente por el ex fugitivo del FBI  Filiberto Ojeda Ríos hasta que fue asesinado por el FBI en 2005. El asesinato de Ojeda Ríos fue calificado como "un asesinato ilegal" por la Comisión de Derechos Civiles del Gobierno de Puerto Rico después de una investigación de siete años y un informe de 227 páginas publicado el 22 de septiembre de 2011

## Estructura y Organización
Según lo establecido en el documento "Organización del EPB" del EPB, la organización opera en una estructura sistémica y jerárquica. Toda la organización es supervisada por un comité central, que generalmente se centra en la política, visión y reglamentos. Debajo se encuentra una comisión militar, que a su vez se divide en subcomisiones especializadas en finanzas, inteligencia, transporte, provisiones y servicios generales y otros según sea necesario. Cada comando recibe un salario adicional, con exenciones específicas para matrimonios, personas desempleadas y personas con dependientes. En diciembre de 1981, la EPB incluía beneficios similares a los del ejército estadounidense. La organización aceptó servicios médicos y educación universitaria en espera de la aprobación de la comisión. Los nuevos reclutas pueden recibir capacitación encubierta en granjas rurales o en países extranjeros y se pueden utilizar negocios discretos para brindar cobertura a ciertos individuos. La capacitación incluye habilidades como abrir cerraduras, manejo de armas de fuego y explosivos, falsificación de documentos, buceo, fotografía, ocultación mediante maquillaje y falsificación de placas de matrícula. Se espera que los comandos realicen un régimen de ejercicios después. Las reuniones se reducen al mínimo y sólo se celebran cuando es pertinente.
Las unidades básicas son las "unidades de combate", compuestas por cinco soldados de infantería liderados por un líder vinculado al poder político. Sus armas y municiones se dividen arbitrariamente por tipos, como armas cortas y armas semiautomáticas. Hay rifles y escopetas en cada unidad para garantizar el equilibrio. También se proporcionó un automóvil que se utilizó tanto para reuniones como para incursiones sin llamar la atención. Las unidades, a su vez, se suscriben a células específicas de 17 hombres, y tres de los líderes de la unidad forman la jerarquía junto con un par de líderes políticos y militares. Estas células generalmente pretenden tener equipos comparables a los del ejército o las fuerzas del orden estadounidenses. Las células de apoyo adicionales incluyen personal médico capacitado y están principalmente a cargo de la logística, el mantenimiento, los vehículos, el equipo y los medios de comunicación. Las células forman formaciones de 73 hombres a cargo de un miembro político, que están asignados a distritos específicos y generalmente son independientes entre sí. La EPB suele planificar con antelación y establecer redes en lugares de interés, como las de Nueva York, Boston, Illinois, Texas y Connecticut utilizadas en el atraco de Wells Fargo de 1983.
El grupo evita intencionalmente cualquier área donde los índices de criminalidad podrían resultar en frecuentes intervenciones policiales y los comandos reciben instrucciones de ser educados y se les advierte que se mantengan alejados de actividades ilegales; Se prohíbe la asociación o trato con organizaciones criminales. Al mantener un código disciplinario, la organización también desaconseja el uso de alcohol y prohíbe el uso de drogas. El EPB intenta mantenerse alejado de las zonas donde tienen su base otros grupos nacionalistas para evitar llamar la atención. También se instalan lejos de las comisarías militares o policiales. Las reuniones se celebran generalmente en lugares de buena reputación y en edificios que ofrecen varios puntos de acceso, tomándose grandes precauciones para llegar sin obstáculos a sus lugares. Si se reúnen diferentes unidades, los comandos reciben instrucciones de colocar capuchas o máscaras y usar nombres en clave para proteger sus identidades, tanto para lograr una negación plausible como para erradicar cualquier planta policial. La información se separa entre grupos y solo se comparte con detalles limitados, cuando es necesario. Los documentos incriminatorios o detallados o cualquier otra prueba deben destruirse una vez que sea evidente la posibilidad de una intervención policial. Mientras participan en una misión particular, los comandos del EPB asumen regularmente un nombre falso, pero generalmente lo usan para adquirir documentos legítimos y seleccionar una dirección anodina para recibir correo de una manera que impida la vigilancia, como un P.O. Buzón o dirección señuelo donde se entrega el correo a la comunidad en general. Incluso a las municiones se les asignaron códigos como Manteca para armas de fuego o Libretas para explosivos para ocultar su naturaleza. Las armerías se modernizaron específicamente para preservar el estado y preparar nuevas municiones según fuera necesario. Los fondos se administran estrictamente y los informes son constantes para mantener un presupuesto equilibrado.

## Origen del movimiento
El nombre Macheteros fue adoptado simbólicamente de un grupo improvisado de puertorriqueños que se reunieron para defender la isla de Puerto Rico de las fuerzas invasoras del ejército de los Estados Unidos durante la guerra hispanoamericana, entre el 26 de julio y el 12 de agosto de 1898. Macheteros de Puerto Rico fueron enviados por toda la isla, trabajando en cooperación con otros grupos voluntarios, incluidos los Guardias de la Paz en Yauco y Tiradores de Altura en San Juan. Estas unidades voluntarias estuvieron involucradas en la mayoría de las batallas de la Campaña Puertorriqueña. Su última participación fue en la Batalla de Asomante, donde junto con unidades lideradas por el Capitán Hernaíz, defendieron el Paso Aibonito de unidades invasoras. La ofensiva aliada fue efectiva y provocó una orden de retirada del lado estadounidense. Sin embargo, a la mañana siguiente se hicieron públicos los acuerdos de paz iniciales entre Estados Unidos y España. Posteriormente, soldados y voluntarios tanto españoles como puertorriqueños se retiraron y Puerto Rico fue anexado por Estados Unidos.

## Ataques notables
Se les relacionó con el asesinato del exiliado cubano Aldo Vera Serafín el 26 de octubre de 1976, aparentemente en colaboración con la Dirección de Inteligencia de Cuba, siendo comandados por Antonio de la Guardia. En agosto de 1978 el EPB admitió su papel en el asesinato del policía Julio Rodríguez Rivera cuando militantes trataron de secuestrar su coche-patrulla.
En 1979 el EPB eligió como blanco a miembros de la Armada de los Estados Unidos, la cual poseía bases por la isla para aquella época. En el 3 de diciembre militantes tirotearon un autobús lleno de marineros técnicos matando a dos de ellos e hiriendo a nueve. La responsabilidad fue tomada por el EPB, los Voluntadores de la Revolución Puertorriqueña y las Fuerzas Armadas de Resistencia Popular. Hubo otro tiroteo, en el que murió otro marinero y tres fueron heridos. El ataque fue en represalia por el asesinato en prisión de un miembro de los Macheteros por los guardias de la misma, que eran marines retirados.
En el 12 de enero de 1981, el EPB perpetró un acto de arrojo sin precedentes en Puerto Rico, infiltrando la Base Muñiz de la Guardia Aérea Nacional, una parte del Aeropuerto Internacional Luis Muñoz Marín en Carolina, Puerto Rico, en las afueras de la capital San Juan. Los intrusos destruyeron o dañaron a diez aviones de A-7 Corsair  y un F-104 Starfighter  no volable, en aquellos tiempos aviones operacionales en la fuerza aérea y la marina de EE. UU. Los daños costaron $45 millones y repercutieron en el establecimiento militar por la isla. 
La mayor maniobra del EPB fue el robo del 12 de septiembre de 1983 (Operación Águila Blanca) del almacén de Wells Fargo en West Hartford, Connecticut, un acto en que lograron huir con siete millones de dólares. Durante la huida, los macheteros lanzaron un parte del botín de un edificio para crear una distracción. En la reclama de responsabilidad, los macheteros declararon que el robo fue una protesta contra los «hombres y mecanismos infectados por la codicia que ejercen demasiadas presiones sobre nuestros oficiales elegidos, agencias estatales, y aspiraciones sociales en allí país, y tanto sí en Puerto Rico.» Debajo las leyes de Puerto Rico y los Estados Unidos, el robo fue un acto terrorista debido a la violencia contra los guardias de seguridad.

## Actividad reciente
Con el paso del tiempo el EPB mermó su lucha. En 1998 los macheteros se adjudicaron la detonación de una pequeña bomba en una central eléctrica en la zona de San Juan, la que causó algunos apagones.
El 23 de septiembre de 2005, durante el 137° aniversario de la fecha patria puertorriqueña conocida como el "Grito de Lares", más de 200 agentes del FBI (incluso francotiradores) rodearon una casa en los alrededores de Hormigueros, tras recibir datos del paradero de Ojeda Ríos. Según el FBI, los federales recibieron disparos antes de golpear la puerta y presentar la orden de captura. En la balacera desencadenada, Ojeda Ríos recibió heridas fatales. La autopsia confirmó que el jefe del EPB fue privado de auxilio por varias horas por los federales para desangrarse hasta morir.

## Estado actual
Los Partidarios de la causa de la independencia claman que Estados Unidos no tiene necesidad de mantener su control sobre la isla, porque Puerto Rico ya está integrado en la economía estadounidense. Los servicios y productos extranjeros invertidos en Puerto Rico como una parte de la estrategia económica general del EE. UU. A este punto la isla gira en torno a la economía de la metrópolis. Uno de los fundamentos de este argumento es los otros territorios anexados en la guerra hispano-estadounidense, las Filipinas y Cuba ya han conseguido su independencia hace mucho tiempo. Pese a que la política puertorriqueña se divide en quienes apoyan la entrada de Puerto Rico como estado de los Estados Unidos o mantener el sistema actual, en las elecciones de 2024 el Partido Independentista Puertorriqueño fue el segundo más votado. Las quejas más comunes de la gente es la gran presencia militar que hay en la isla y muchos territorios de Puerto Rico como había ocurrido en el caso de la isla puertorriqueña Vieques en 1999.
EPB sufrió de la estrategia del Programa de Contrainteligencia (COINTELPRO) del FBI, lo que empezó en los años 1960 para suprimir grupos subversivos como el Partido Pantera Negra y el Ku Klux Klan.